# If (Pink Floyd)
If is een nummer van Pink Floyd. Het is afkomstig van hun album Atom Heart Mother. If opent kant B van het album, kant A wordt in zijn geheel gevuld met Atom Heart Mother.
Het is een ballad. If (Als) wordt daarbij erg rustig gezongen. Het nummer gaat over zelfreflectie: "Als ik dit had gedaan of was, dan dat..." In het nummer is al het geluid te horen van de latere Pink Floyd, met name de nummers die Roger Waters veel later alleen schreef of waarbij hij een flinke inbreng had zoals op The Final Cut.

## Musici
- Roger Waters –zang, akoestische gitaar, basgitaar
- David Gilmour – elektrische gitaar
- Richard Wright – piano, orgel
- Nick Mason – slagwerk